# Кабінет міністрів Індонезії
Кабінет міністрів Республіки Індонезія (індон. Kabinet Republik Indonesia) є частиною виконавчої гілки уряду Індонезії. Він складається з найвищих посадових осіб виконавчої гілки влади, які працюють під керівництвом президента. Члени Кабінету міністрів (за винятком віце-президента) обіймають посаду за бажанням президента, який може звільнити їх за власним бажанням без будь-яких причин.
З моменту здобуття незалежності в 1945 році в Індонезії були десятки кабінетів міністрів. Хоча після Нового порядку більшість кабінетів залишалися незмінними протягом п’яти років. Більшість кабінетів називаються за назвами, наданими їм під час формування. Нинішній президентський кабінет — червоно-білий кабінет Прабово Субіанто.

## чинний кабінет
Нинішній кабінет міністрів Індонезії, Червоний білий кабінет (індон. Kabinet Merah Putih), був приведений до присяги 21 жовтня 2024 року. Кабінет складається з 7 міністрів-координаторів і 41 міністра.

### Міністр-координатор
| Логотип | Міністерство-координатор                                                                | чинний міністр-координатор                         | Фото | Час на посаді  | Координовані міністерства та/або відомства |
| ------- | --------------------------------------------------------------------------------------- | -------------------------------------------------- | ---- | -------------- | --- |
|         | Координаційне міністерство з питань політики та безпеки                                 | англійська (Budi Gunawan)                          |      | 21 жовтня 2024 | - Міністерство внутрішніх справ - Міністерство закордонних справ - Міністерство оборони - Міністерство зв’язку та цифрових питань - Генеральна прокуратура - Національні збройні сили - Національна поліція |
|         | Міністерство-координатор з економічних питань                                           | Аірлангга Хартарто (Airlangga Hartarto)            |      | 23 жовтня 2019 | - Міністерство промисловості - Міністерство торгівлі - Міністерство енергетики та мінеральних ресурсів - Міністерство інвестиційної політики - Міністерство державних підприємств - Міністерство трудових ресурсів - Міністерство туризму |
|         | Міністерство-координатор з питань людського розвитку та культури                        | Практика (Pratikno)                                |      | 21 жовтня 2024 | - міністерство охорони здоров'я - Міністерство початкової та середньої освіти - Міністерство вищої освіти, науки та технологій - Міністерство культури - Міністерство у справах релігій - Міністерство з питань розширення прав і можливостей жінок та захисту дітей - Міністерство народонаселення та розвитку сім'ї - Міністерство молоді та спорту |
|         | Міністерство-координатор зпитань юстиції, прав людини, імміграції та виконання покарань | Юсріл Іхза Махендра (Yusril Ihza Mahendra)         |      | 21 жовтня 2024 | - Міністерство юстиції - Міністерство прав людини - Міністерство імміграції та виправних робіт |
|         | Міністерство-координатор з інфраструктури та регіонального розвитку                     | Агус Харімурті Юдхойоно (Agus Harimurti Yudhoyono) |      | 21 жовтня 2024 | - Міністерство аграрної політики та просторового планування - Міністерство транспорту - Міністерство громадських робіт - Міністерство житлово-комунального господарства - Міністерство трансміграції |
|         | Міністерство-координатор з питань розширення можливостей громад                         | Мухаймін Іскандар (Muhaimin Iskandar)              |      | 21 жовтня 2024 | - Міністерство сільського господарства - Міністерство морських справ і рибальства - Мінекології - Міністерство лісового господарства - Національне продовольче агентство - Національне агентство з питань харчування |
|         | Міністерство-координатор з Мінпродпром                                                  | Зюлкіфлі Хасан (Zulkifli Hasan)                    |      | 21 жовтня 2024 | - Міністерство сільського господарства - Міністерство морських справ і рибальства - Міністерство навколишнього середовища - Міністерство лісового господарства - Національне продовольче агентство - Національне агентство з питань харчування |

### Кабінет міністрів
Склад чинного уряду подано станом на 21 жовтня 2024 року.
| Логотип | Міністерство                                            | чинний міністр                                              | Фото | Час на посаді   |
| ------- | ------------------------------------------------------- | ----------------------------------------------------------- | ---- | --------------- |
|         | Державний секретар                                      | Прасетйо Хаді (Prasetyo Hadi)                               |      | 21 жовтня 2024  |
|         | Міністерство адміністративної та бюрократичної реформи  | [Ріні Відянтіні (Rini Widyantini)                           |      | 21 жовтня 2024  |
|         | Міністерство внутрішніх справ                           | Тіто Карнавіан (Tito Karnavian)                             |      | 23 жовтня 2019  |
|         | Міністерство села та розвитку неблагополучних регіонів  | Яндрі Сусанто (Yandri Susanto)                              |      | 21 жовтня 2024  |
|         | Міністерство трансміграції                              | Іфтітах Сулейман Сурьянагара (Iftitah Sulaiman Suryanagara) |      | 21 жовтня 2024  |
|         | Міністерство державних підприємств                      | Эрік Тохір (Erick Thohir)                                   |      | 23 жовтня 2019  |
|         | Міністерство вищої освіти, науки та технологій          | Браян Юліарто (Brian Yuliarto)                              |      | 19 лютого 2025  |
|         | Міністерство екології                                   | Ханіф Фейсол Нурофік (Hanif Faisol Nurofiq)                 |      | 21 жовтня 2024  |
|         | Міністерство лісового господарства                      | Раджа Хулі Антоні (Raja Juli Antoni)                        |      | 21 жовтня 2024  |
|         | Міністерство енергетики та мінеральних ресурсів         | Бахліл Лахадалія (Bahlil Lahadalia)                         |      | 19 серпня 2024  |
|         | Міністерство жінок і захисту дітей                      | Аріфа Хорі Фаузі (Arifah Choiri Fauzi)                      |      | 21 жовтня 2024  |
|         | Міністерство зв'язку та цифрових питань                 | Меутія Віада Хафід (Meutya Viada Hafid)                     |      | 21 жовтня 2024  |
|         | Міністерство землекористування                          | Нусрон Вахід (Nusron Wahid)                                 |      | 21 жовтня 2024  |
|         | Міністерство закордонних справ                          | Сугіоно (Sugiono)                                           |      | 21 жовтня 2024  |
|         | Міністерство інвестицій та переробної промисловості     | Розан Перкаса Рослані (Rosan Perkasa Roeslani)              |      | 19 серпня 2024  |
|         | Міністерство комунальних служб                          | Доді Ханггодо (Dody Hanggodo)                               |      | 21 жовтня 2024  |
|         | Міністерство комунальних служб і житла                  | Маруарар Сіраіт (Maruarar Sirait)                           |      | 21 жовтня 2024  |
|         | Міністерство кооперації бізнесу                         | Буді Арі Сетіаді (Budi Arie Setiadi)                        |      | 21 жовтня 2024  |
|         | Міністерство мікро, малих і середніх підприємств        | Маман Абдуррахман (Maman Abdurrahman)                       |      | 21 жовтня 2024  |
|         | Міністерство людських ресурсів                          | Ясієрлі (Yassierli)                                         |      | 21 жовтня 2024  |
|         | Міністерство морських справ та риболовлі                | Сакті Вахю Тренггоно (Sakti Wahyu Trenggono)                |      | 23 грудня 2020  |
|         | Міністерство національного розвитку та планування       | Рахмат Памбуді (Rachmat Pambudy)                            |      | 21 жовтня 2024  |
|         | Міністерство оборони                                    | Сяфрі Сямсуддін (Sjafrie Sjamsoeddin)                       |      | 21 жовтня 2024  |
|         | Міністерство охорони здоров'я                           | Буді Гунаді Садікін (Budi Gunadi Sadikin)                   |      | 23 грудня 2020  |
|         | Міністерство початкової та середньої освіти             | Абдул Му'ті (Abdul Mu'ti)                                   |      | 21 жовтня 2024  |
|         | Міністерство освіти, культури, досліджень та технологій | Сатріо Броджонегоро (Satryo Brodjonegoro)                   |      | 21 жовтня 2024  |
|         | Міністерство культури                                   | Фадлі Зон (Fadli Zon)                                       |      | 21 жовтня 2024  |
|         | Міністерство промисловості                              | Агус Гуміванг Картасасміта (Agus Gumiwang Kartasasmita)     |      | 23 жовтня 2019  |
|         | Міністерство соціальної політики                        | Сайфулла Юсуф (Saifullah Yusuf)                             |      | 11 вересня 2024 |
|         | Міністерство сільського господарства                    | Амран Сулейман (Amran Sulaiman)                             |      | 25 жовтня 2023  |
|         | Міністерство торгівлі                                   | Буді Сантосо (Budi Santoso)                                 |      | 21 жовтня 2024  |
|         | Міністерство транспорту                                 | Дуді Пурваганді (Dudy Purwagandhi)                          |      | 21 жовтня 2024  |
|         | Міністерство туризму                                    | Відіянті Путрі (Widiyanti Putri)                            |      | 21 жовтня 2024  |
|         | Міністерство креативної економіки                       | Теуку Ріфкі Харся (Teuku Riefky Harsya)                     |      | 21 жовтня 2024  |
|         | Міністерство у справах молоді та спорту                 | Діто Аріотеджо (Dito Ariotedjo)                             |      | 3 квітня 2023   |
|         | Міністерство у справах релігії                          | Насаруддін Умар ( Nasaruddin Umar)                          |      | 21 жовтня 2024  |
|         | Міністерство фінансів                                   | Срі Муляні Індраваті (Sri Mulyani Indrawati)                |      | 27 липня 2016   |
|         | Міністерство юстиції                                    | Супратман Енді Агтас (Supratman Andi Agtas)                 |      | 19 серпня 2024  |
|         | Міністерство прав людини                                | Наталія Пігай (Natalius Pigai)                              |      | 21 жовтня 2024  |
|         | Міністерство імміграції та виправних робіт              | Агус Андріанто (Agus Andrianto)                             |      | 21 жовтня 2024  |
|         | Міністерство народонаселення та розвитку сім'ї          | Віхаджі (Wihaji)                                            |      | 21 жовтня 2024  |
|         | Міністерство імміграції та виправних робіт              | Абдул Кадір Кардінг (Abdul Kadir Karding)                   |      | 21 жовтня 2024  |
|         |                                                         |                                                             |      |                 |
|         | Секретаріат Кабміну                                     | Тедді Індра Віджая (Teddy Indra Wijaya)                     |      | 21 жовтня 2024  |

## Довідка
1. ↑  Humas (22 жовтня 2024). Inilah Kementerian Negara Kabinet Merah Putih. Sekretariat Kabinet Republik Indonesia (id-ID) . Процитовано 22 жовтня 2024.
2. ↑  Presiden Prabowo Lantik Para Menteri Kabinet Merah Putih di Istana Negara. presidenri.go.id (індонез.). Процитовано 13 січня 2025.